# Áramköri kapcsolt adatátvitel
Az áramköri kapcsolt adatátvitel (CSD) az időosztásos (TDMA) mobilhálózatok eredeti adatátviteli megoldása a GSM hálózatokon. A CSD egy 9,6 kbps sávszélességű időszeletet használ adatátvitelre a GSM hálózati és kapcsoló alrendszeréből, ahova modemmel azonos módom kapcsolódik a nyilvános telefonhálózathoz.
A CSD megjelenése előtt a mobil hálózatokon az adatátvitelt ténylegesen modemmel lehetett megvalósítani, amit vagy tartalmazott az eszköz, vagy csatlakoztatni kellett hozzá. Ezen rendszerek átviteli sávszélességét az átvitt beszédcsatorna 2,4 kbps szélessége korlátozta felülről. Az időosztásos többszörös hozzáférésű (TDMA) rendszerek megjelenésével mint a GSM a CSD majdnem közvetlen hozzáférést nyújtott a digitális hordozó alrendszerhez, ezzel jelentősen növelve az átviteli sebességet.
Nagyon hasonlóan működik az áramköri kapcsolt adatátvitel (CSD), mint egy hagyományos hanghívás indítása.
A GSM technológia fejlődésével újabb átviteli módok jelentek meg, mint:
- Nagy sebességű áramköri kapcsolt adatátvitel, mely a CSD-n alapul, hatékonyabb kódolást használva és párhuzamosan több időszeletet összefogva
- GPRS: hatékonyabb csomag alapú átvitelt tesz lehetővé, mintegy kétszer gyorsabbat, mint a HSCSD